# Speed metal
El speed metal es un subgénero extremo del heavy metal, originado entre finales de los años 1970 y principios de los 80. Este subgénero fue clave en el desarrollo del thrash metal y el power metal a principios y mediados de la década de 1980, además de tener ciertas influencias del hardcore punk.

## Orígenes
Como ocurre con otros subgéneros del heavy metal, resulta difícil de definir, especialmente en este caso, puesto que no hay casos de bandas exclusivamente de speed metal. Agrupaciones tales como Accept, Anvil, Exciter, Iron Maiden, Judas Priest, Motörhead,  Riot, Venom o Mercyful Fate son consideradas como las principales inspiraciones y desarrolladoras de las velocidades más rápidas dentro del estilo. Posteriormente, debido a que el speed metal era tan intenso y técnicamente exigente, el género evolucionó rápidamente hacia el thrash metal, lo que permitió un mayor margen de maniobra en términos de ritmo, groove y destreza instrumental (con Slayer, Metallica, Megadeth y Anthrax como mayores exponentes). Otras, como Helloween, Gamma Ray o Blind Guardian, incidieron en su aspecto más melódico, y en las letras de corte fantástico. Los primeros álbumes de estas bandas, como Walls of Jericho (Helloween), Blue Blood (X Japan) o Battalions of fear (Blind Guardian) son un claro ejemplo de la evolución del speed metal hacia el power metal.
El término "speed metal", aún se usa para glorificar y diferenciar bandas que tocan un heavy metal tradicional más rápido, aunque el término se está perdiendo por ser demasiado difuso, y se suele distinguir simplemente entre heavy metal tradicional, thrash metal y power metal.

## Características musicales
El speed metal se caracteriza por sus ritmos extremadamente rápidos y abrasivos a la vez que técnicos. No obstante, muestra un sonido preciso y limpio.
El concepto speed metal se ha cambiado y adaptado con el transcurso de los años. En la década de 1980 se refería a bandas del underground estadounidense como Metallica. Incluso a día de hoy, su uso genera controversia, ya que es comúnmente usado en Norteamérica para bandas de power metal europeas (Sonata Arctica), mientras que, por otra parte, denomina a los discos o canciones de bandas de heavy metal (como Motörhead, Iron Maiden o Judas Priest) que establecieron las bases del thrash metal y el power metal posteriores. 
Sin embargo, oficialmente, se incluyen dentro del subgénero trabajos de bandas aparecidas en los 80 como Metallica, Helloween, Exciter, Blind Guardian, Megadeth, Anvil, Agent Steel, Venom, Damien Thorne o Iron Angel. Posteriormente estas bandas al definir sus estilos se inclinarían más por el thrash metal o el power metal.